# 奥马尔·布拉沃
奥马尔·布拉沃（Omar Bravo，1980年3月4日—），墨西哥足球运动员，司职中場或前鋒，現時效力美國足球聯賽Phoenix Rising FC。
這名球員是由拳手出身，輾轉變為足球員，曾代表墨西哥奧運隊出戰2004年雅典奧運。奧馬·巴禾出道時效力於墨西哥聯賽球會瓜達拉哈拉，以速度和爆炸力聞名。2006年世界杯他入選了國家隊出賽，在首場分組賽對伊朗以3-1獲勝，其中奧馬·巴禾入了兩球。然而在接著分組賽對葡萄牙，卻射失一個十二碼。
世界盃後受到多家海外球會青睞，主要是歐洲一些小球會，如西班牙球會皇家貝迪斯和皇家馬略卡。